# The Animals (álbum)
The Animals es el álbum debut de la agrupación británica The Animals, publicado en septiembre de 1964 en los Estados Unidos y un mes más tarde en el Reino Unido con diferentes canciones. En la versión estadounidense se incluyó el éxito "House of the Rising Sun", la canción más reconocida de la banda en toda su carrera.

## Lista de canciones

### Versión para Estados Unidos
1. "The House of the Rising Sun" (Tradicional) – 2:59
2. "The Girl Can't Help It" (Bobby Troup) – 2:20
3. "Blue Feeling" (Jimmy Henshaw) – 2:28
4. "Baby Let Me Take You Home" (Wes Farrell, Bert Russell) – 2:18
5. "Night Time Is the Right Time" (Lew Herman) – 3:42
6. "Talkin' 'Bout You" (Ray Charles) – 1:55
7. "Around and Around" (Chuck Berry) – 2:44
8. "I'm in Love Again" (Dave Bartholomew, Fats Domino) – 2:59
9. "Gonna Send You Back to Walker" (Johnnie Mae Matthews) – 2:22
10. "Memphis, Tennessee" (Chuck Berry) – 3:04
11. "I'm Mad Again" (John Lee Hooker) – 4:15
12. "I've Been Around" (Fats Domino) – 1:35

### Versión para el Reino Unido
1. "Story of Bo Diddley" (Ellas McDaniel) – 5:40
2. "Bury My Body" (Tradicional) – 2:53
3. "Dimples" (John Lee Hooker, James Bracken) – 3:20
4. "I've Been Around" (Fats Domino) – 1:40
5. "I'm in Love Again" (Fats Domino, Dave Bartholomew) – 3:04
6. "The Girl Can't Help It" (Bobby Troup) – 2:24
7. "I'm Mad Again" (John Lee Hooker) – 4:18
8. "She Said Yeah" (Larry Williams) – 2:22
9. "Night Time is the Right Time" (Lew Herman) – 3:49
10. "Memphis, Tennessee" (Chuck Berry) – 3:08
11. "Boom Boom" (John Lee Hooker) – 3:20
12. "Around and Around" (Chuck Berry) – 2:45

## Créditos
- Eric Burdon – voz
- Alan Price – teclados
- Hilton Valentine – guitarra
- Chas Chandler – bajo
- John Steel – batería